# Kolektiv socialistických pacientů
Kolektiv socialistických pacientů (SPK – něm. Sozialistisches Patientenkollektiv) byla levicová organizace útočící v letech 1970 – 1971 proti politickému systému v Německé spolkové republice. V roce 1971 SPK splynula s RAF .

## Založení
Už v roce 1969 doktor Wolfgang Huber na psychiatrické a neurologické klinice Heidelberské univerzity podněcoval své pacienty k tomu, aby hlavní příčiny svých psychických potíží hledali především v povaze kapitalistické společnosti . Doktor Huber tvrdil, že kapitalistické zřízení je zkažené už ve svém jádru a proto je odpovědné za to, že národ produkuje fyzicky a duševně nemocné občany. Podle Hubera existovala jediná možnost jak tomu zabránit – násilný odpor proti vládě. V roce 1970 byl Huber z univerzitní nemocnice propuštěn, ale jeho pacienti vyhlásili stávku a univerzita ho přijala zpět. V září téhož roku skončila platnost Huberovy pracovní smlouvy s univerzitou, ale univerzita ho platila i nadále, dokonce i v době, kdy už teroristická organizace aktivně působila – placen byl ze zvláštních charitativních fondů .

## Akce
SPK páchala většinou náhodné násilné činy. Členové hnutí, založeného v roce 1970, se scházeli v nové soukromé ordinaci doktora Hubera. V roce 1971 byli dva členové hnutí při své cestě do ordinace zastaveni policejní hlídkou a jednoho z policistů postřelili. Následně bylo sedm členů hnutí zatčeno, včetně doktora Hubera. Krátce nato další členové podnikli bankovní loupež, při které jiný policista zahynul. 25. 9. 1971 došlo k postřelení dalších dvou policistů. 22. 10. 1971 byla v Hamburku zatčena členka SPK Margrit Schillerová a při jejím zatýkání v přestřelce opět zahynul policista. A nebyla to poslední oběť - 22. 12. 1971 provedla SPK úspěšnou loupež v Bavorské hypoteční a burzovní bance, při níž zahynul další člen policejního sboru. V období roku 1971 navázala SPK spolupráci se spřízněnou RAF, která byla početnější a lépe vybavená zbraněmi i výbušninami. V průběhu let 1972 – 1973 se už SPK zcela začlenila do RAF a podílela se na většině teroristických akcí této spřátelené organizace . Tou největší bylo přepadení západoněmeckého velvyslanectví ve Stockholmu 24. 4. 1975, kterého se zúčastnilo hned několik bývalých členů SPK. Obléhání velvyslanectví trvalo necelých dvanáct hodin a zahynuli při něm dva rukojmí a dva únosci.

## Konec hnutí
SPK zanikla už v roce 1971 sloučením s RAF. V roce 1975 byla většina bývalých členů SPK zatčena a po dvouletém soudním procesu odsouzena spolu s členy skupiny Baader-Meinhofová k doživotním trestům .